# Congosaurus
Congosaurus – rodzaj krokodylomorfa z rodziny Dyrosauridae. Znalezione w Angoli skamieniałości należące do przedstawicieli tego rodzaju datuje się na paleocen. W latach 1952 i 1964 zaproponowano zsynonimizowanie taksonów Congosaurus i Dyrosaurus. Później (lata 1976 i 1980) rodzaj uznawano też za identyczny z rodzajem Hyposaurus. Później jednak wykazano, że Congosaurus jest odrębny od zarówno od Dyrosaurus, jak i Hyposaurus.
C. compressus, wcześniej umieszczany w rodzaju Rhabdognathus, został w 2007 roku przeniesiony do rodzaju Congosaurus, powiększając zasięg rodzaju o tereny współczesnej Sahary. Jego bliskie pokrewieństwo z gatunkiem typowym przejawia się bocznoprzyśrodkowo spłaszczonymi zębami.